# Erythrina velutina
Espèce
Classification phylogénétique
Erythrina velutina est une espèce de plantes à fleurs de la famille des Fabaceae. C'est un arbre légumineux que l'on le trouve au Brésil, au Pérou, en Équateur, en Colombie, au Venezuela, en Hispaniola et dans une grande partie des Caraïbes où il a été introduit, en Ouganda et au Sri Lanka. Il pousse également dans les îles des Galapagos, mais on ne sait pas vraiment s'il s'est installé naturellement ou s'il a été introduit. Au Brésil, il pousse dans les plaines et près des rivières dans les régions arides du nord-est du pays.
Erythrina velutina pousse jusqu'à environ 10 m de haut, c'est un arbre vivace aux grandes feuilles et aux fleurs rouges qui a de courtes épines  sur les branches. Il est utilisé au Venezuela pour faire de l'ombre aux cacaoyers.
Il est connu au Brésil sous les noms de suinã, canivete, corticeira, corticeira-do-banhado et eritrina.